# Leo Tindemans
Leonard Clemence (Leo) Tindemans, född 16 april 1922 i Zwijndrecht, död 26 december 2014 i Edegem, var en belgisk politiker och statsman (kristdemokrat, CVP). 1968 delades landets kristdemokrater upp i två partier, efter språkliga/regionala skiljelinjer: Kristliga folkpartiet (CVP) i Flandern och Kristligt sociala partiet (PSC) i Vallonien.
Tindemans var en ivrig förespråkare för EU och ett fördjupat samarbete i Europa över nationsgränserna mellan olika länder och regioner.

## Utbildning
Leo Tindemans hade en grundexamen i ekonomi från St. Ignatius College, Antwerpen, och en doktorsexamen från universitet i Gent. Han var verksam som professor vid det Katolska universitetet i Louvain 1958–1965. Tindemans har specialiserat sig på forskning om olika ekonomiska och sociala faktorers långsiktiga påverkan för utveckling inom jordbruk, turism och handel.

## Uppdrag
Tindemans var Belgiens premiärminister i två regeringar efter varandra, från 25 april 1974 till 10 december 1978. Han var också utrikesminister (1982–1989), vice premiärminister och budgetminister (1973–1974), jordbruksminister (1972), handelsminister (1968–1971), partiledare (CVP) (1979–1982). Han var medlem av parlamentet (1961–1989) samt borgmästare i Edegem (1965–1978), ordförande för den kristdemokratiska gruppen i Europaparlamentet (1992–1994), medlem av Europaparlamentet (1979–1981) och (1989–1999), generalsekreterare för den kristdemokratiska Europafederationen, EUCD, (1965–1974). Han var ordförande för Tindemans-gruppen (1994–1995), en av EU tillsatt internationell expertgrupp för regeringar och internationella organisationer, inför beslutet om fördraget i Nice.

## Populär politiker
Han var respekterad och populär under sin tid som politiker. För många i Belgien är 1970-talet ihågkommet som Tindemans-perioden. 1979 fick han drygt 1 miljon personliga röster i valet till Europaparlamentet, vilket fortfarande är rekord för något val i Belgien. Tindemans är främst känd för Gemenskapspakten (benämns även för Egmontpakten) från 1978 och Tindemansrapporten 1975.
1976 fick Tindemans det internationella Karlspreis som är ett av de mest prestigefyllda priserna i Europa och tilldelas framstående personer som verkat för enhet av Europa. Priset är uppkallat efter Karl den store. Priset instiftades 1950 och bekostas av staden Aachen.

## Gemenskapspakten
Den balanserade CVP-politikern hade framgång i försöken att minska språkstriden mellan landets södra- och norra delar. Genom hans Gemenskapspakt från 1978 fastslogs en bestämd kompetens fördelning mellan parlamentets två kamrar och de regionala parlamenten som fortfarande gäller. Enligt pakten skulle Bryssel få samma status som övriga regioner (en eftergift åt valloner) och huvudstadens kommuner skulle inte få utvidgas (en eftergift åt flamländare). Förslaget löste inte landets språkstrid men bidrog aktivt till att minska motsättningen mellan landets fransk-, flamsk- och tyskspråkiga.

## Tindemansrapporten
På Parismötet 1974 uppmanade EU:s stats- och regeringschefer Tindemans att utarbeta en rapport i syfte att dåvarande EG skulle omformas till en ”europeisk union”, dagens EU. 1975 presenterade han sin rapport. I rapporten föreslås att medlemsstaterna skall samlas i en union och att denna union skall bestå av en gemensam utrikespolitik, en ekonomisk och monetär union (EMU), en gemensam europeisk politik inom regional utveckling, industri, forskning och energi. I rapporten lämnas förslag på att stärka EU institutioner till exempel genom att ge Europaparlamentet ökad makt. I rapporten för Tindemans fram sin uppfattning om att unionen måste bli mer synlig i medborgarnas vardag genom medvetna satsningar för att förbättra levnadsvillkor och införande av ett förstärkt rättsskydd.
Tindemansrapporten blev överlag positivt mottagen av medlemsländernas parlament. Rapporten gav upphov till en konflikt med den brittiska regeringen som delvis består. England har genom två omförhandlingar med EU fått igenom krav på att få stå utanför delar av samarbetet och fått igenom att inte betala ut mer till EU än vad man får tillbaka från Bryssel. Tindemans med flera protesterade och framförde argumentet att det senare undantaget strider mot EU:s princip om solidaritet och politik för utjämna villkor mellan länder och regioner (sammanhållningspolitik).

### Fotnoter
1. 1 2  Discogs, Discogs artist-ID: 3074769, läst: 9 oktober 2017.[källa från Wikidata]
2. 1 2  Encyclopædia Britannica, Encyclopædia Britannica Online-ID: biography/Leo-Tindemanstopic/Britannica-Online, läst: 9 oktober 2017.[källa från Wikidata]
3. 1 2  Brockhaus Enzyklopädie, Brockhaus Enzyklopädie-ID: tindemans-leo, läst: 9 oktober 2017.[källa från Wikidata]
4. 1 2 3 4 5 6 7 8 9 10  ODIS, ODIS-ID: PS_8264, läst: 6 augusti 2022.[källa från Wikidata]
5. 1 2 3  Europaparlamentets ledamöter, Europaparlamentariker-ID: 956.[källa från Wikidata]
6. ↑  Der Karlspreisträger 1976 Leo Tindemans (på tyska), läs online, läst: 14 december 2014.[källa från Wikidata]
7. ↑  europeiska hantverkspriset, läs online, läst: 2 december 2014.[källa från Wikidata]
8. ↑  ”Leo Tindemans obituary”. The Guardian. http://www.theguardian.com/world/2014/dec/28/leo-tindemans. Läst 5 januari 2015.
9. ↑  Eerste minister: Leo Tindemans Arkiverad 15 augusti 2009 hämtat från the Wayback Machine., läst 10 mars 2010 (nederländska)